# Tecoh
Tecoh (del maya: Koj ‘Lugar del Puma’) es una localidad del estado mexicano de Yucatán y cabecera del municipio homónimo, localizada a veintiocho kilómetros al sureste de Mérida, la capital del estado. Su población es mayoritariamente de ascendencia maya, siendo una pequeña villa colonial dedicada al turismo e industria textil. 
Con muchas de sus antiguas construcciones levantadas sobre antiguas ruinas mayas, perteneció antes de la llegada de los conquistadores españoles al cacicazgo de Ah Kin Chel y, según algunos autores, fue la ciudad principal de tal jurisdicción, (mientras que otros estudiosos afirman que la ciudad más importante del cacicazgo fue Izamal).
Debido al crecimiento de la zona metropolitana de Mérida, la villa y municipio de Tecoh se encuentran actualmente conurbadas, presentando una misma agenda común de trabajo. además de que la población del municipio suele viajar a Mérida por razones de trabajo, estudio y abastecimiento.

## Galería

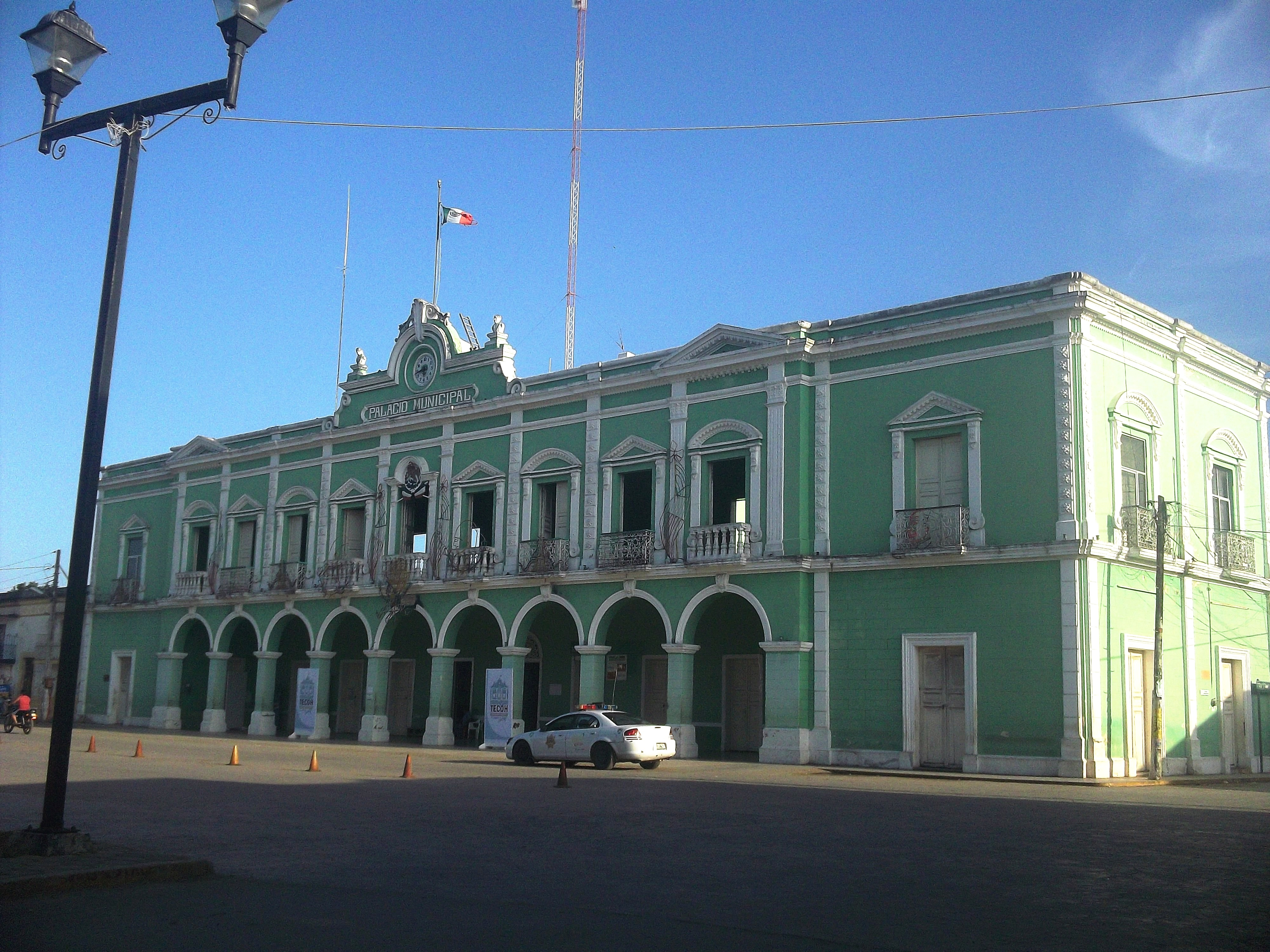
Palacio municipal de Tecoh.
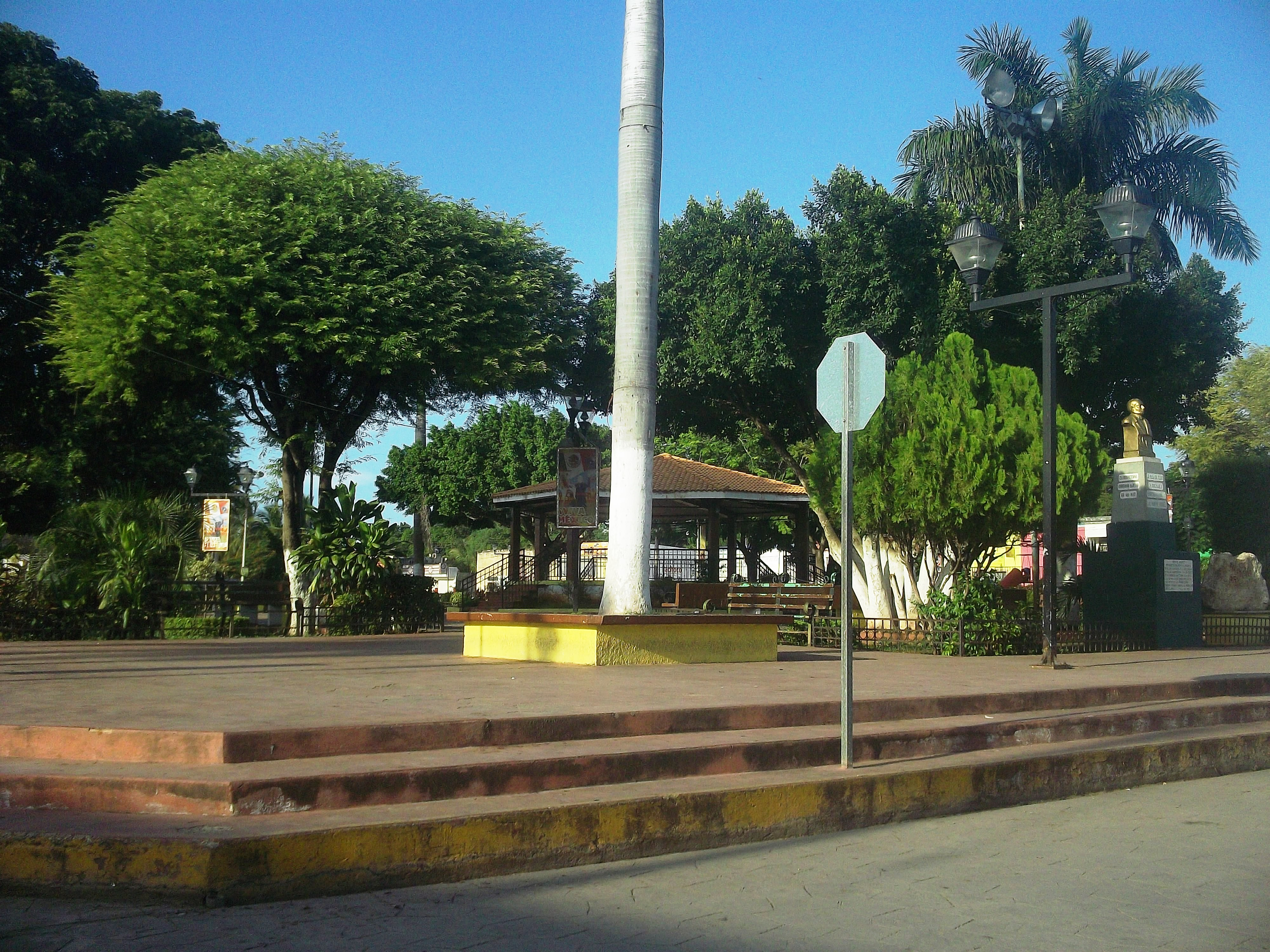
Parque principal de Tecoh.
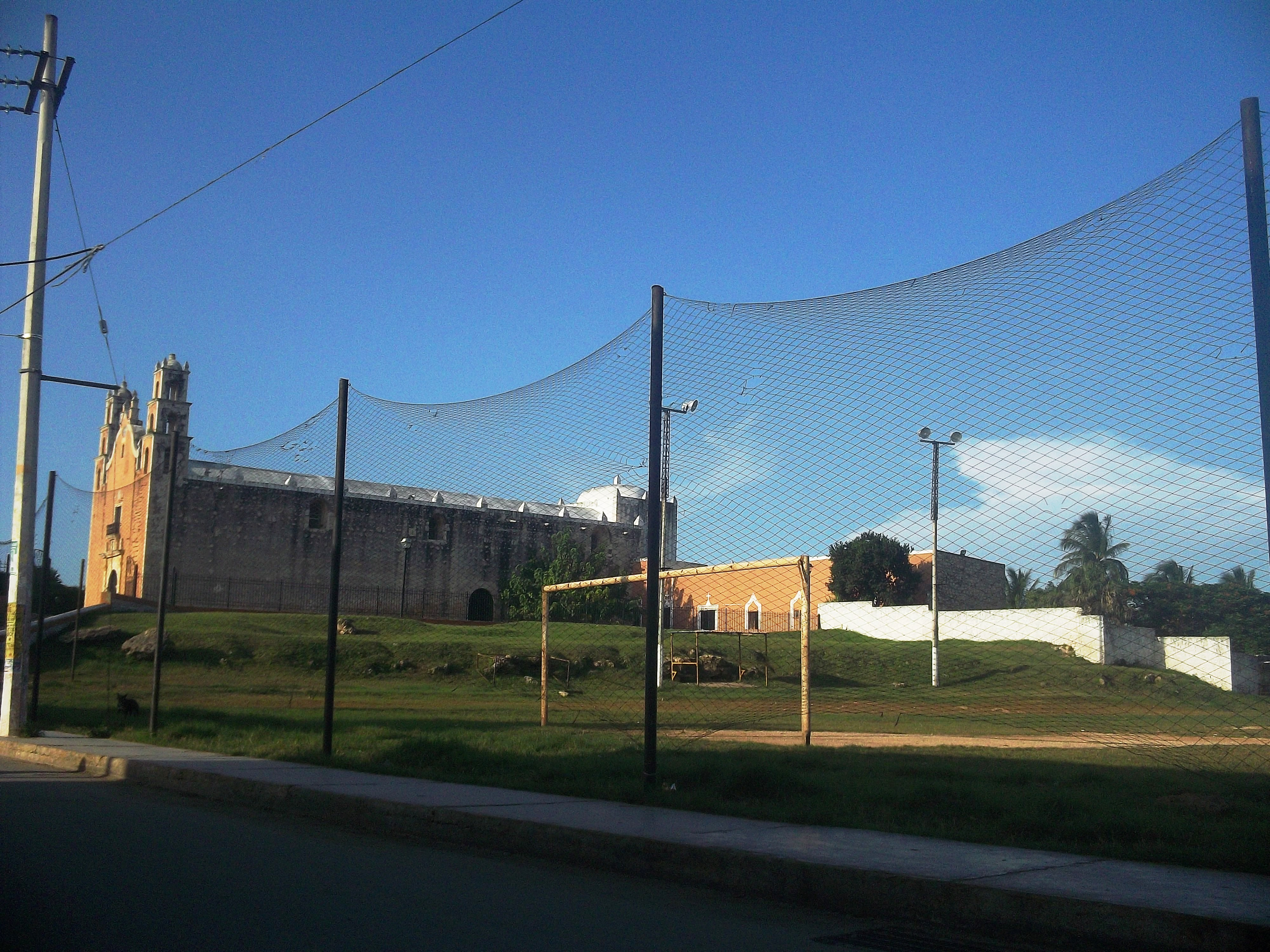
Iglesia principal de Tecoh.
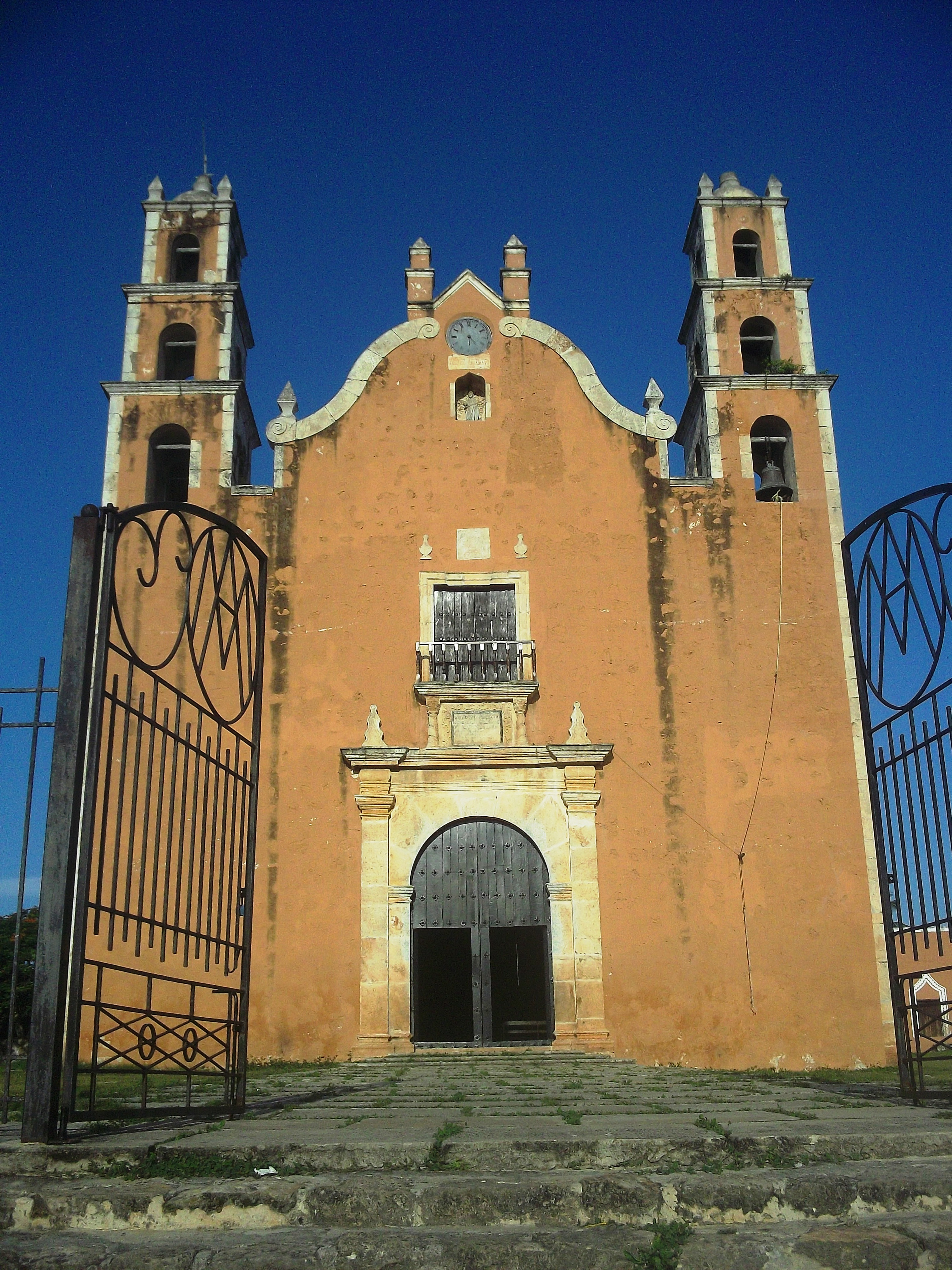
Iglesia principal de Tecoh.
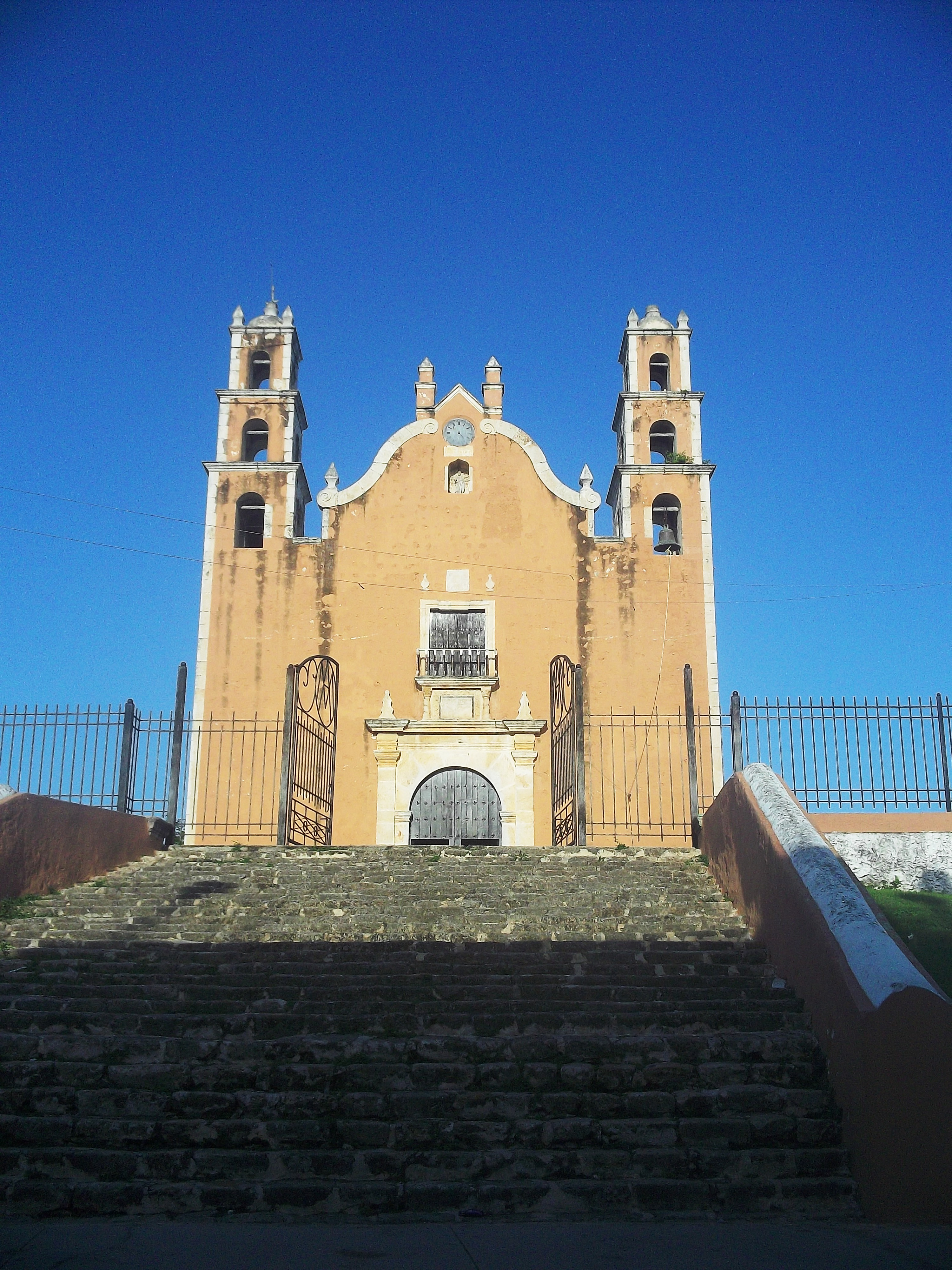
Iglesia principal de Tecoh.
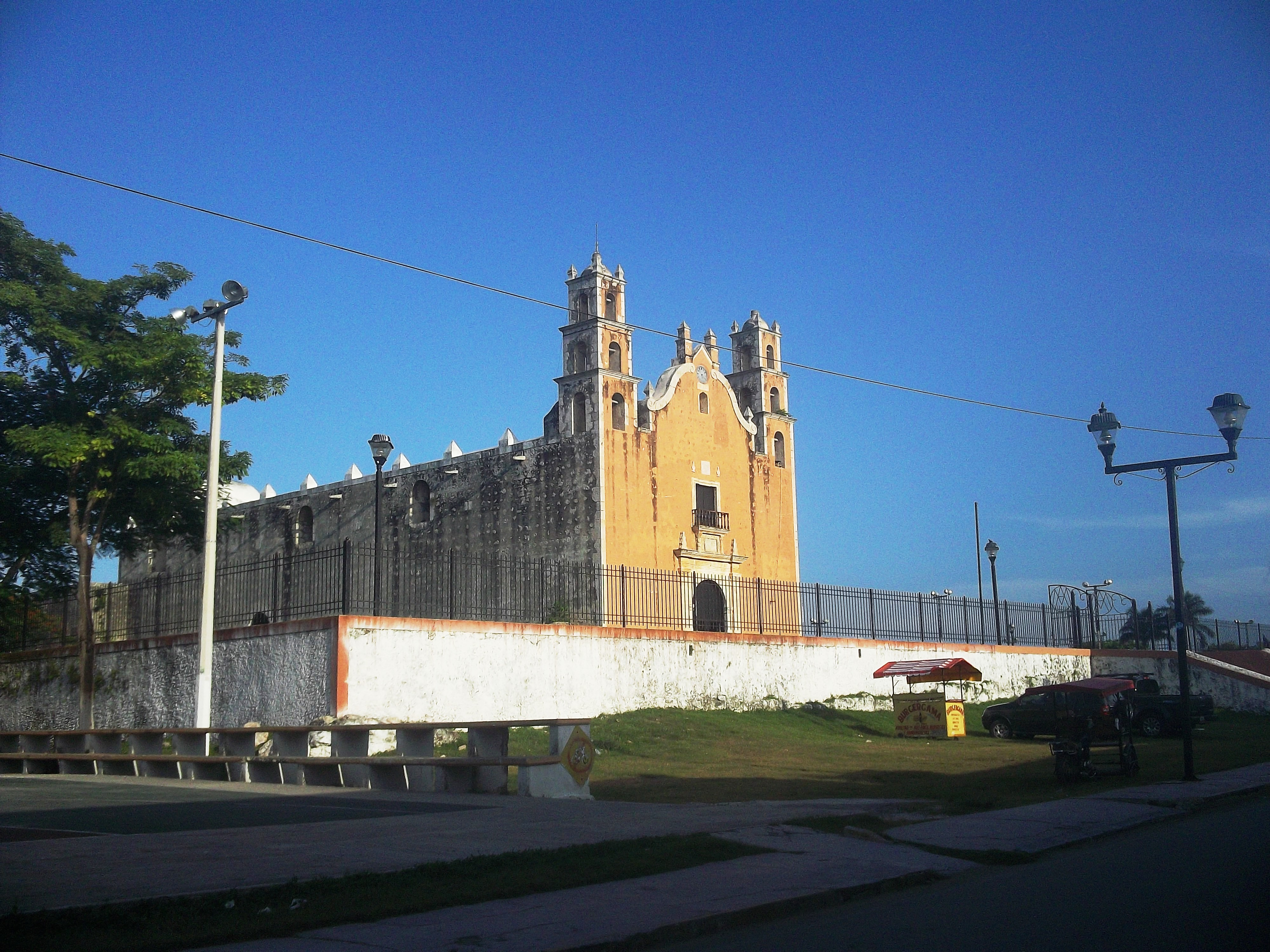
Iglesia principal de Tecoh.
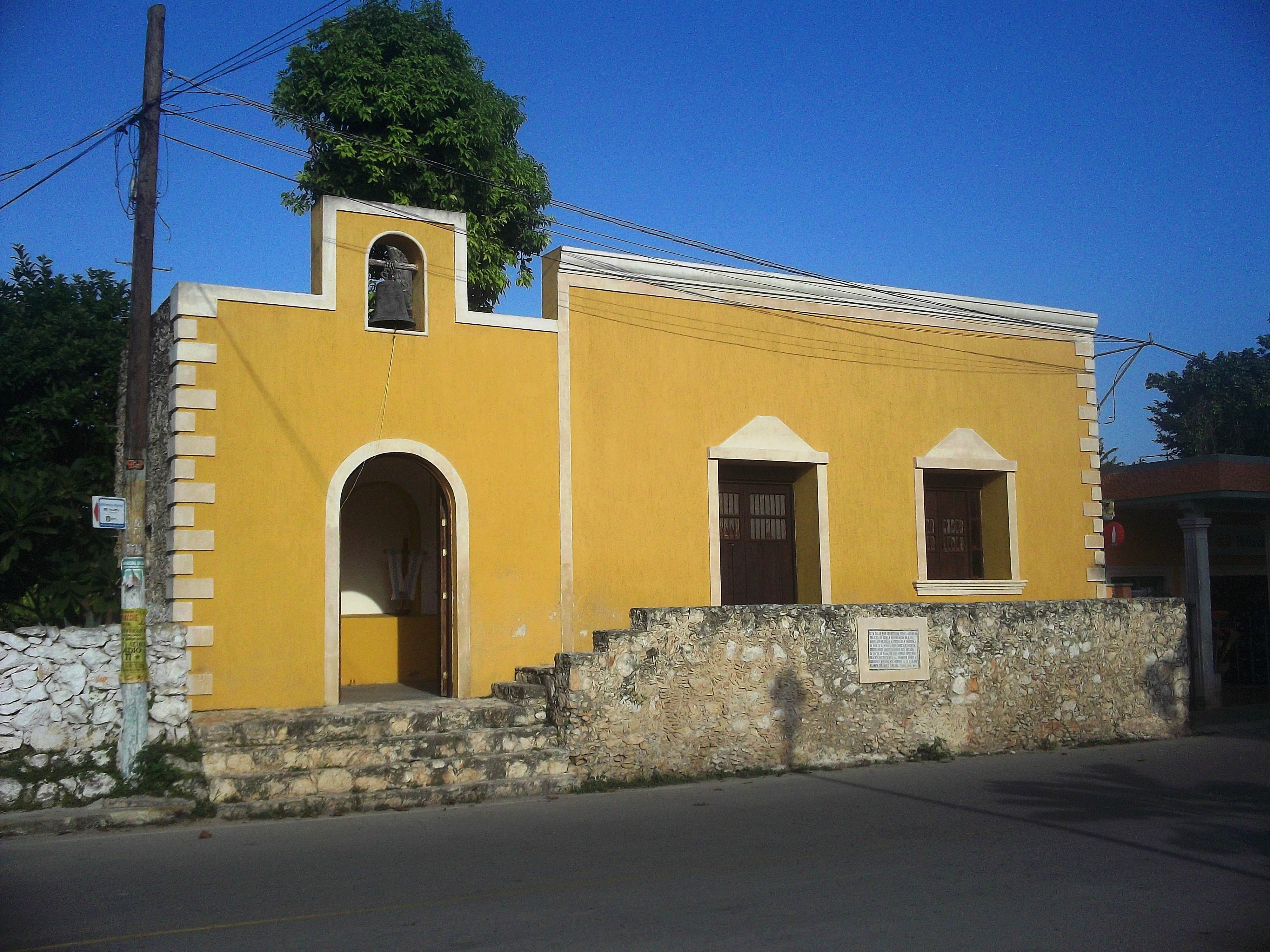
Capilla de Tecoh.
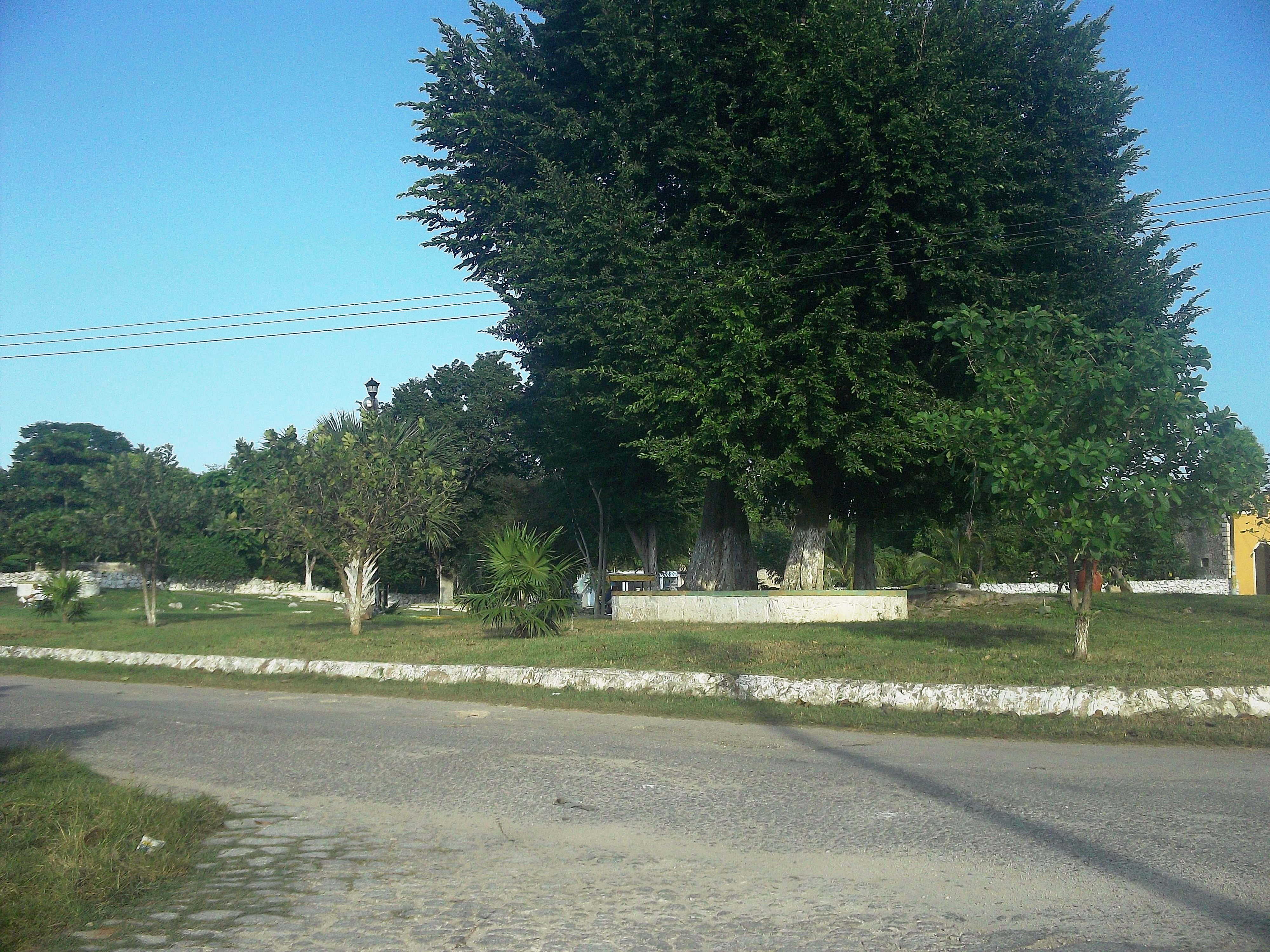
Parque de Tecoh.
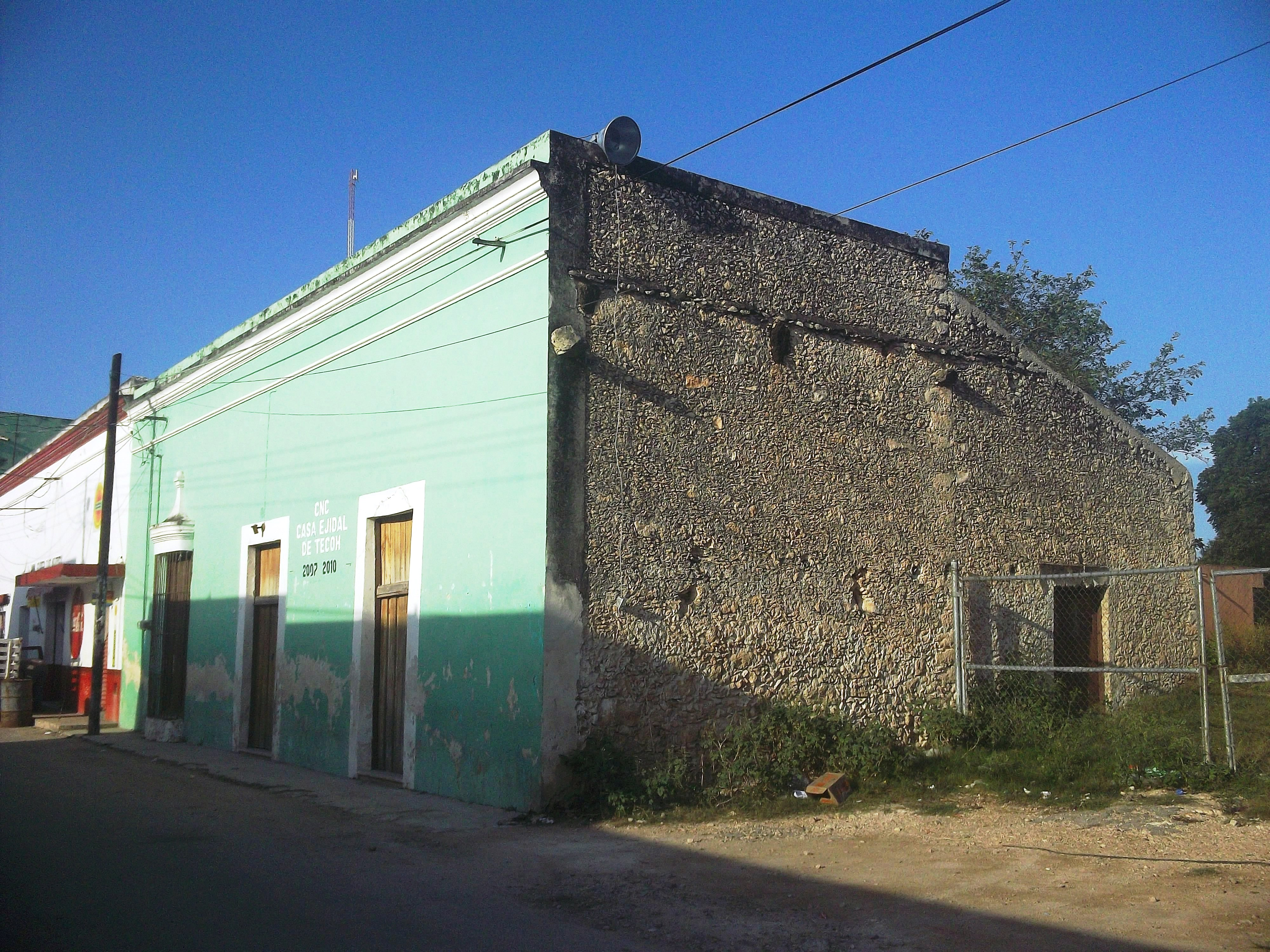
Casa comisarial de Tecoh.
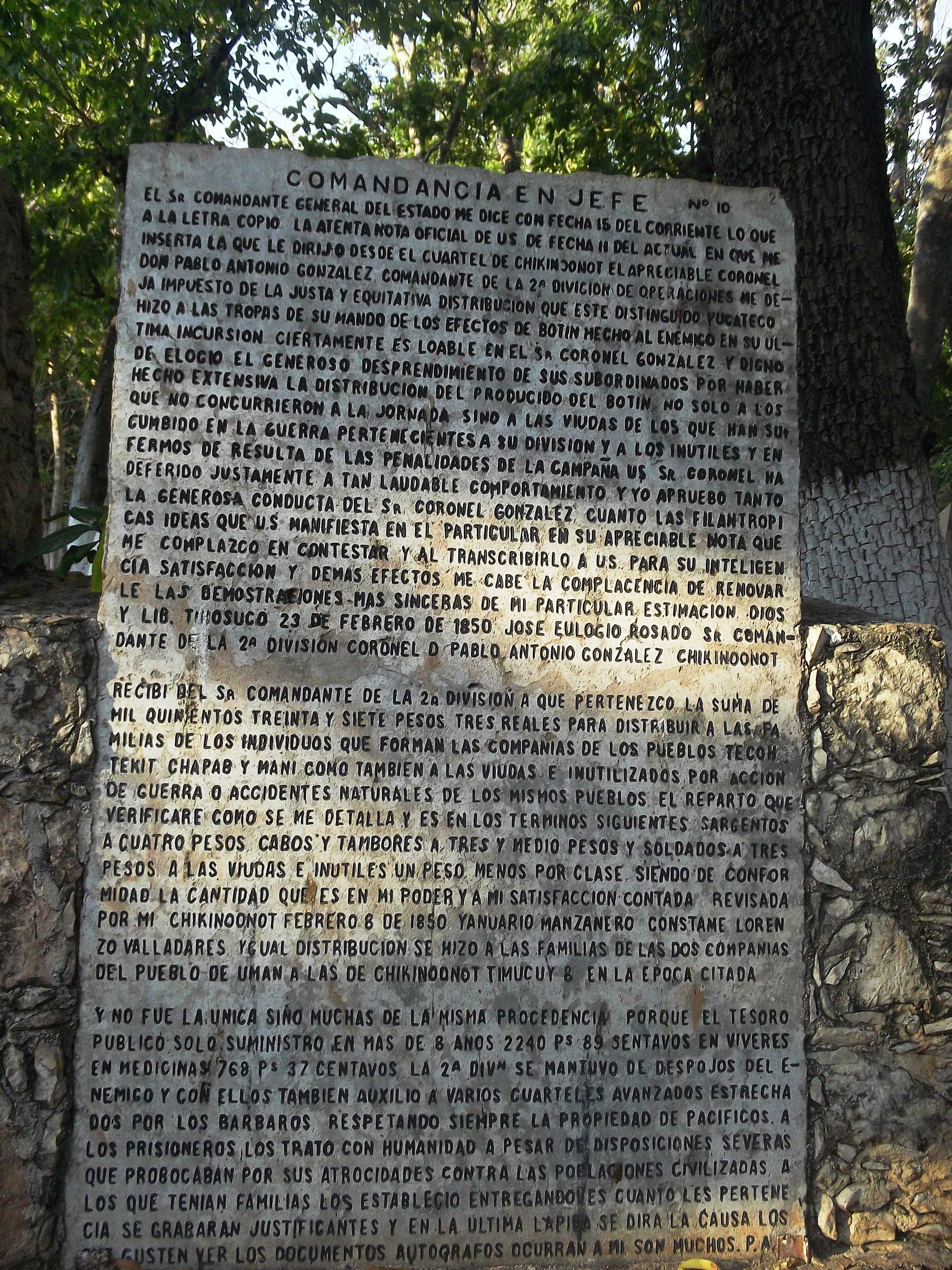
Piedra grabada que narra un episodio de la Guerra de Castas ocurrido en Tecoh.